# Burni Kaladoson
Burni Kaladoson är ett berg i Indonesien.   Det ligger i provinsen Aceh, i den västra delen av landet, 1 600 km nordväst om huvudstaden Jakarta. Toppen på Burni Kaladoson är 592 meter över havet, eller 52 meter över den omgivande terrängen. Bredden vid basen är 0,87 km.
Terrängen runt Burni Kaladoson är kuperad västerut, men österut är den bergig. Runt Burni Kaladoson är det mycket glesbefolkat, med 2 invånare per kvadratkilometer. I omgivningarna runt Burni Kaladoson växer i huvudsak städsegrön lövskog.